# Basawanal, Hungund
Basawanal là một làng thuộc tehsil Hungund, huyện Bagalkot, bang Karnataka, Ấn Độ.